# Innamorati
Os Innamorati (Italiano: [innamoˈraːti], que significa "Amantes" ou "Apaixonados") eram personagens modelo dentro do estilo teatral conhecido como commedia dell'arte, que apareceram na Itália do século XVI. Nas peças, tudo girava em torno dos Innamorati de alguma forma. Esses personagens dramáticos e elegantes estavam presentes na commedia com o único objetivo de se apaixonarem um pelo outro e, principalmente, por si mesmos. Esses personagens se movem com elegância e suavidade, e seus rostos jovens não usam máscaras, ao contrário de outros personagens da commedia dell'arte. Apesar de enfrentar muitos obstáculos, os Innamorati sempre estiveram unidos até o final.

## História
Os dramaturgos do Renascimento italiano emprestaram ideias dos primeiros dramaturgos romanos, como Plauto e Terêncio, nos quais o estilo de teatro conhecido como commedia erudita foi inspirado. Os "amantes" são o primeiro ator, primeira atriz, segundo ator e segunda atriz.

### Características e função dramática
A comédia dos Innamorati é que eles são ridículos e exagerados em tudo, mas são completamente sinceros em suas emoções. A principal função dos Innamorati dentro da peça é estar apaixonado; e ao fazer isso, eles se deparam com obstáculos que os impedem de prosseguir em seu relacionamento. Esses obstáculos surgiram de várias causas. Por exemplo, os interesses financeiros ou pessoais dos pais de um Innamorato podem ter impedido o progresso do relacionamento dos amantes. A dupla sempre envolve outros personagens da commedia, como os personagens de Zanni, para tentar descobrir como eles podem ficar juntos. Isso é necessário porque, devido à sua presunçosa estupidez e falta de experiência com todos os mistérios do amor e as sensações e emoções que o acompanham, eles não conseguem descobrir por conta própria.

### Aparência e atributos
Os Amantes são sempre jovens, possuindo cortesia e galanteria. Eles são muito educados, mas carecem de experiências de vida que os preparariam para o mundo real. Eles são muito atraentes e elegantes em sua aparência geral.
Os vestidos das mulheres são das mais finas sedas e usavam vistosas joias características do estilo renascentista. Os homens usam trajes de soldado, enquanto ambos os gêneros usam perucas extravagantes e também trocam de roupa várias vezes ao longo da produção. Os trajes dos amantes eram a moda da época, e a extravagância dos trajes dos Amantes frequentemente representava o status da trupe de commedia dell'arte.
Os Amantes nunca usam máscaras, o que é característico da maioria dos outros personagens comuns da commedia dell'arte. Eles, no entanto, usam muita maquiagem e aplicam marcas de beleza em seus rostos.
Seu discurso é toscano muito eloquente, pois são de alto status social. Quando a commedia dell'arte é interpretada na Inglaterra, os Amantes costumam falar com Received Pronunciation. Eles são versados em poesia e muitas vezes a recitam longamente de memória, e até tendem a cantar com bastante frequência. Sua linguagem é cheia de retórica extravagante e elevada, de modo que a maior parte do que eles dizem não é levada muito a sério, nem pelo público nem pelos outros personagens. Embora seus dramas fossem ridículos, sua luta como um casal romântico acrescentou uma camada cultural ao show, adicionando um tom de seriedade a ele.

### Deixas
Os Amantes usam Usite (saídas) e Chiusette (finalizações) às vezes ao entrar e sair. São dísticos rimados que são ditos antes de sair e entrar em uma cena.

### Nomes
Como os Amantes são personagens comuns, os nomes dos amantes masculino e feminino são usados repetidamente:

#### Masculinos
- Arsenio[22]
- Aurielo
- Cinthio[22]
- Fabricio
- Flavio[23]
- Fedelindo[22]
- Florindo
- Flaminio[24]
- Leandro[24]
- Lélio[24]
- Lindoro[25]
- Mario[22]
- Ortensio
- Ottavio[24]
- Orazio[24]
- Sireno, frequentemente filho de Pantalone.[22]
- Silvio
- Tristano

#### Femininos
- Angelica
- Aurelia[26]
- Beatrice
- Bianchetta[27]
- Celia[27]
- Clarice
- Clori[27]
- Cinzio[27]
- Emilia[27]
- Eularia
- Flaminia,[28] interpretada por Elena Balletti tendo herdado o papel de sua avó
- Florinda, famosamente interpretada por Virginia Ramponi-Andreini, que também usou "La Florinda" como seu nome artístico[29]
- Filesia[27]
- Filli, muitas vezes filha de Pantalone.[27]
- Isabella[28]
- Lavinia
- Lidia
- Ortensia[28]
- Rosalinda[28]
- Silvia[28]
- Turchetta
- Vittoria